# Jonna Luthman
Jonna Luthman (15 ottobre 1998) è un'ex sciatrice alpina svedese.

## Biografia
Sciatrice polivalente attiva dal novembre del 2014, la Luthman ha esordito in Coppa Europa il 30 novembre 2018 a Funäsdalen in slalom gigante (26ª), in Coppa del Mondo il 26 ottobre 2019 a Sölden nella medesima specialità, senza completare la prova, e ai Campionati mondiali a Cortina d'Ampezzo 2021, sua unica presenza iridata, dove ha vinto la medaglia d'argento nella gara a squadre (partecipando come riserva) e non si è qualificata per la finale nello slalom parallelo. 
Ha conquistato due podi in Coppa Europa, il 10 febbraio 2022 a Kopaonik in slalom gigante (3ª) e il 20 febbraio successivo a Crans-Montana in discesa libera (2ª), e il 27 febbraio dello stesso anno ha preso per l'ultima volta il via in Coppa del Mondo, nelle medesime località e specialità classificandosi 30ª (suo miglior risultato nel circuito). Inattiva da allora, ha annunciato il ritiro durante la stagione 2022-2023; non ha preso parte a rassegne olimpiche.

## Palmarès

### Mondiali
- 1 medaglia:
  - 1 argento (gara a squadre a Cortina d'Ampezzo 2021)

### Coppa del Mondo
- Miglior piazzamento in classifica generale: 128ª nel 2022

### Coppa Europa
- Miglior piazzamento in classifica generale: 9ª nel 2022
- 2 podi:
  - 1 secondo posto
  - 1 terzo posto

### Campionati svedesi
- 2 medaglie:
  - 2 bronzi (supergigante nel 2016; supergigante nel 2019)